# Deutsche Poolbillard-Meisterschaft 1980 (Damen)
Die Deutsche Poolbillard-Meisterschaft 1980 war die erste Austragung zur Ermittlung der nationalen Meistertitel der Damen in der Billardvariante Poolbillard. Sie wurde in Berlin ausgetragen.
Es wurden die Deutschen Meisterinnen in den Disziplinen 14/1 endlos, 8-Ball und 8-Ball-Pokal ermittelt.

## Medaillengewinner
| Disziplin    | Gold                           | Silber                          | Bronze                           | 4. Platz                        |
| ------------ | ------------------------------ | ------------------------------- | -------------------------------- | ------------------------------- |
| 14/1 endlos  | Birgit Martens (PBC Kempen)    | Klara Lensing (PBC Kelze Ente)  | Rosi Brömstrupp (Osnabrück)      | Angelika Wilms (PBV Rhein-Ruhr) |
| 8-Ball       | Gisela Wolweber (Bodensee)     | Angelika Wilms (PBV Rhein-Ruhr) | Angelika Becker (PBV Sauerland)  | Helga Martens (PBC Kempen)      |
| 8-Ball-Pokal | Klara Lensing (PBC Kelze Ente) | Birgit Knospe (Berlin)          | Martina Büttner (PBV Rhein-Ruhr) | Karin Ellmann (Niederbayern)    |